# Танкова песен
„Танкова песен“ (на немски: Panzerlied) е германска военна песен, един от най-известните маршове на Вермахта през Втората световна война.
Написана е през юни 1933 г. от оберлейтенант Курт Вийле, на път за Кьонигсбрук. Вийле адаптира немска моряшка песен, като прави текста по-подходящ за танковите войски на Вермахта. По това време Германия тайно разработва бронирани войски, в разрез с Версайския договор. Песента може да се счита като отражение на германското превъоръжаване, започнало по същото време, когато е написана.
Препратката в четвъртия куплет за вражеските оръдия „скрити в жълтия пясък“, вероятно е била добавена под влиянието на кампаниите на Африканския корпус на Ромел в Северна Африка, тъй като през 1933 г. едва ли Вийле е имал представа, че германските танкове ще участват в битки в пустинята десет години по-късно.
„Танкова песен“ печели слава в англоговорещия свят, благодарение на използването ѝ във филма от 1965 г. „Битката за Ардените“ (макар че през целия филм германците говорят английски, песента се пее на немски).
Песента се използва от Бундесвера и Въоръжените сили на Австрия (Бундесхеер) и до днес. Тя е в употреба и в чилийската армия, а мелодията се използва за песента на френския Чуждестранен легион „Képi Blanc“ („Белите шапки“) както и, неофициално, от някои моторизирани и парашутно-десантни части на италианската армия. Използва се също и от южнокорейската армия, като е пята на корейски като маршова песен на танковите ѝ и други моторизирани части.
Мелодията на песента се използва като неофициален химн на немската общност в Намибия, и неофициален химн на управляваната през втората половина на 20 век от ЮАР подмандатна територия Югозападна Африка (днешна Намибия). Тази песен е известна там като „Südwesterlied“ или „Hart wie Kameldornholz“ — „Твърда като камилска акация“ (вид специфично с твърдостта си дърво, характерно за района на Югозападна Африка, Acacia erioloba).